# HD 137509
HD137509 — хімічно пекулярна зоря спектрального класу B8, що має видиму зоряну величину в смузі V приблизно  6,9.
Вона  розташована на відстані близько 813,4 світлових років від Сонця.

## Фізичні характеристики
Телескоп Гіппаркос зареєстрував фотометричну змінність  даної зорі з періодом    4,49 доби в межах від  Hmin= 6,87 до  Hmax= 6,82.

## Пекулярний хімічний склад
Зоряна атмосфера HD137509 має підвищений вміст 
Si
.

## Магнітне поле
Спектр даної зорі вказує на наявність магнітного поля у її зоряній атмосфері.
Напруженість повздовжної компоненти поля оціненої з аналізу
становить 1062,2± 425,7 Гаус.